# Monkey seat

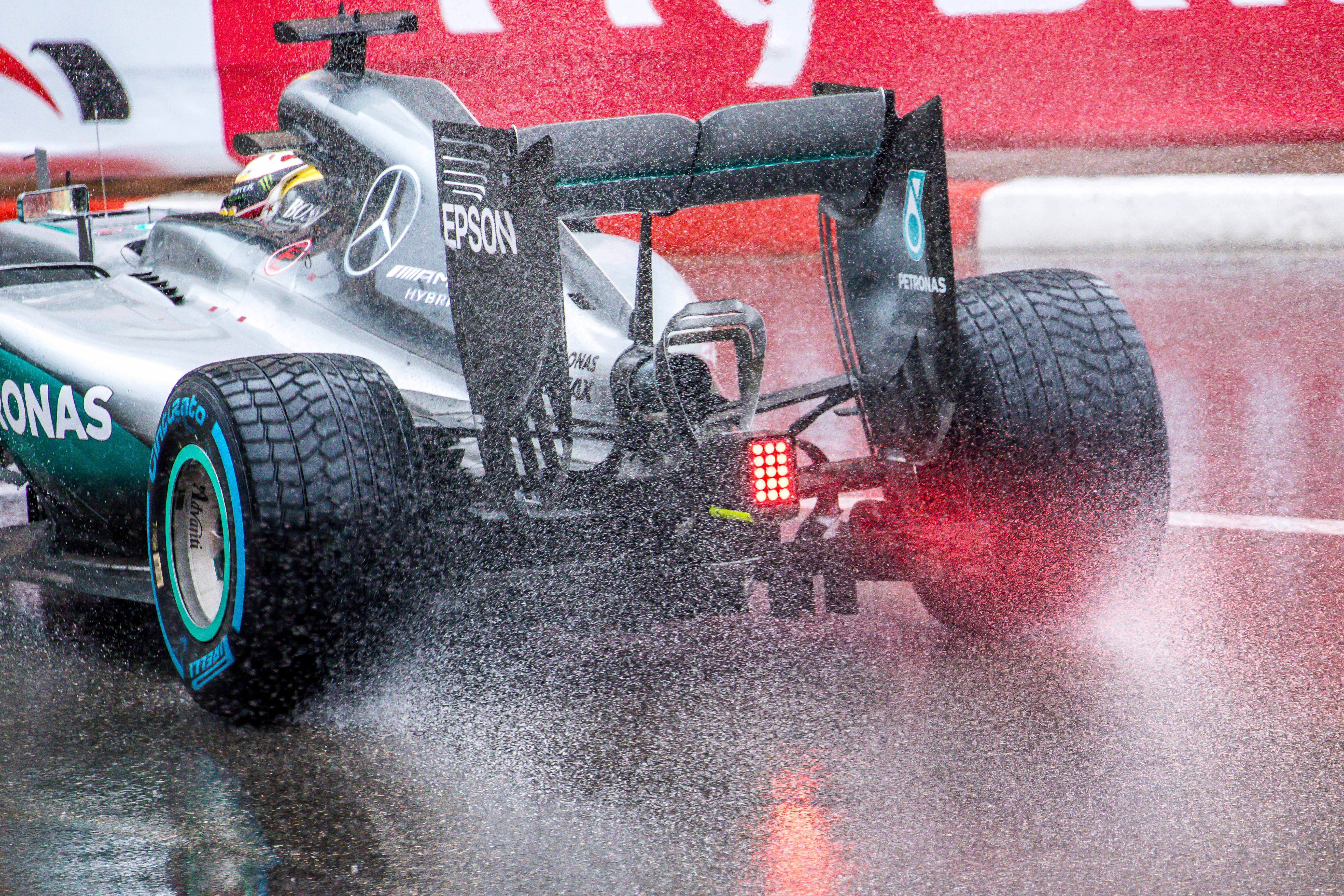
Vista del Monkey seat, situato sotto l'alettone e sopra lo scarico

Monkey seat (in italiano sedile di  scimmia) o ala Y100 è un termine usato in Formula 1 per descrivere una piccola ala posta al di sotto dell'ala posteriore principale della monoposto e sopra lo scarico, che utilizza una scappatoia nei regolamenti tecnici sulla carrozzeria per generare una piccola quantità di carico aerodinamico aggiuntivo.
La Minardi introdusse un'ala simile al sedile della scimmia nel 1995, sebbene in questa applicazione l'ala aggiuntiva fosse situata sopra piuttosto che sotto l'ala principale. La Arrows utilizzavano una soluzione simile sulle sue vetture nel 2001, ma poi il suo uso non si diffuse fino a qualche anno dopo.
Con i regolamenti tecnici del 2014 che vietano gli elementi alari posteriori inferiori delle monoposto e introducendo uno scarico unico in posizione centrale, il monkey seat è stato introdotto da molte scuderie, per utilizzare il flusso dello scarico per aumentare l'efficienza e la deportanza dell'alettone posteriore principale sopra di esso oltre a generare il proprio carico aerodinamico.  
Dalla stagione 2018 ne è stata vietato l'utilizzo.